# 전술 핵무기

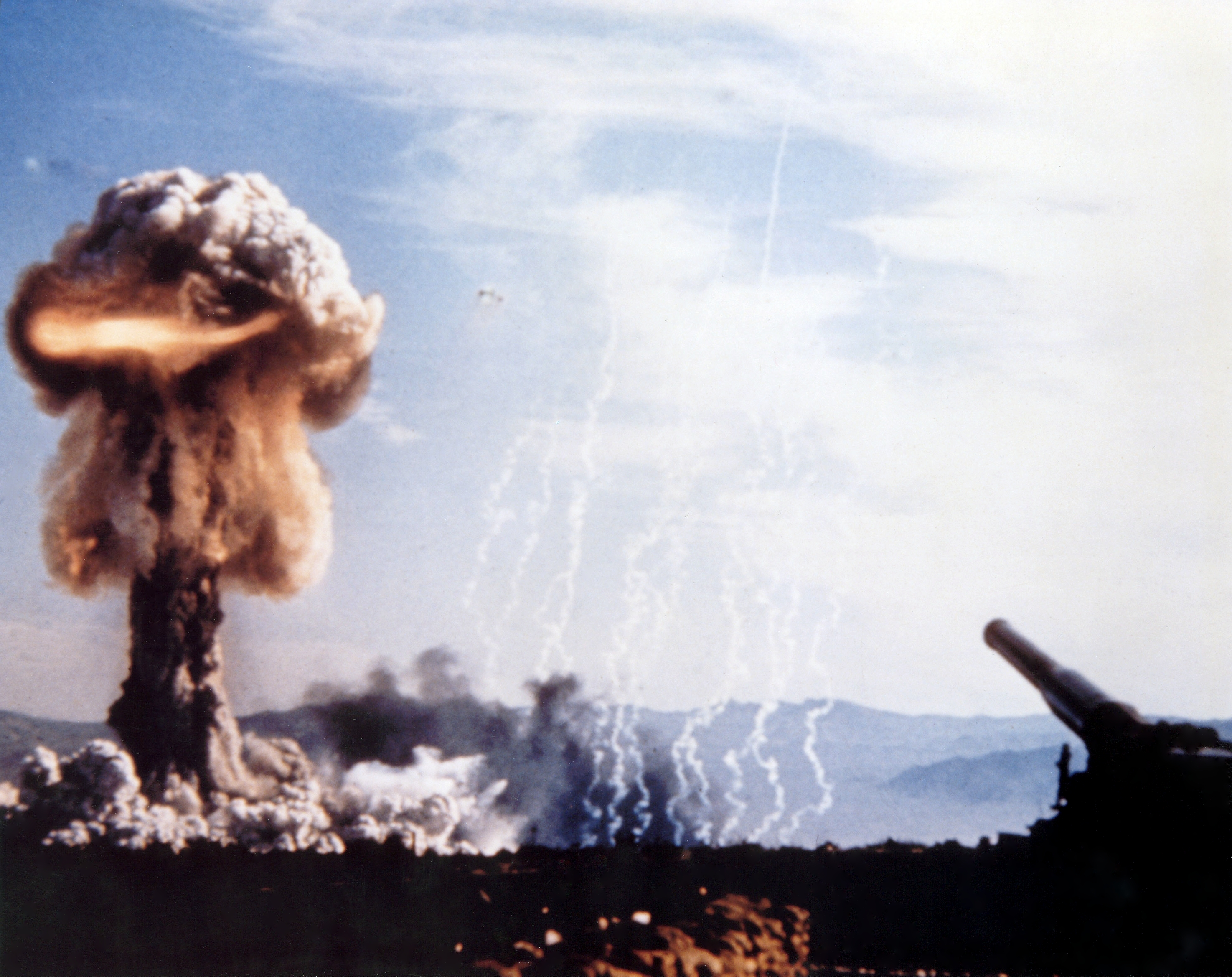
1953년, 네바다에서의 15kt 포탄 실험

전술 핵무기(戰術核武器, 영어: tactical nuclear weapon, TNW, non-strategic nuclear weapon)는 전술적으로 운용되는 핵무기를 말한다.

## 개요
1970년대 중반까지는 근거리 군사목표를 공격하기 위한 핵무기체제를 가리켰다. 즉, 핵탄두를 발사할 수 있는 각종 화포와 핵탄두를 운반할 수 있는 지대지·공대지·지대공·지대함·함대지·함대공·공대함·함대함 미사일 등과 핵지뢰·핵어뢰 등이 이에 해당하는데 핵탄두는 통상 kt급이었다.
1970년대 후반 이후 사정거리가 전략 핵무기보다는 짧고 전술 핵무기보다는 긴 중거리 미사일 체제가 급속히 확산되어, 이전의 전술 핵무기는 전장(戰場) TNW(전역 핵무기)라고 지칭되기도 하며 전역 핵무기에 통합, 분류되기도 했다.

## 한반도 전술핵
주한미군에 배치된 한반도 전술핵은 모두 철거되었다. 2017년 다시 전술핵 배치가 논의되는 것에 대해서, 미국 국방 장관 제임스 매티스는, 핵무기는 ICBM 및 항공기, 함정 등 어느 곳에서 어떠한 형태로든 발사하여, 공격에 사용할 수 있으므로, 어느 위치에 설치하는가는 중요하지 않다라고 강조하면서, 한반도 전술핵 재배치는 부정적인 입장이라고 미국 국방장관으로서의 의견을 표명했다.

## 전역 핵무기
'전역핵무기'(戰域核武器, Theater Nuclear Weapon)는 1970년대 중반 이후부터 사용된 개념으로, 일반적으로 전략 핵무기(SNW)를 제외한 사정 6,400km 이하의 중·단거리 핵무기 체계를 가리킨다.
지상발사 중거리탄도탄(Intermediate Range Ballistic Missile, IRBM)·중거리탄도탄(Medium Range Ballistic Missile, MRBM)과 이전의 전술핵무기를 총칭하는 분류개념으로, 이중 사정 1,000km 이상의 전역핵 미사일을 장거리 TNF(Long-range TNF, LRTNF) 혹은 중거리 핵전력(Intermediate Nuclear Weapon, INF)이라고 한다. 미국의 퍼싱-II형 지상발사 순항 미사일(Ground Launched Cruise Missile, GLCM)과 소련의 SS-20(사정 5,000km)이 대표적 INF인데, 1987년 12월 8일 미·소간에 체결된 INF폐기협정에 의해 폐기되었다.

## 스마트 전술핵
GPS 등 정밀유도를 하는 전술핵은 기존의 100 kt 이상인 전략핵으로도 파괴하지 못하던 견고한 시설을 파괴할 수 있다.
미국은 B61-12 핵폭탄을 100억 달러(약 10조7150억 원)의 비용으로 개발해, F-35의 내부무장창에 탑재할 계획이다. F-35는 현재의 F-16 핵전폭기의 임무를 대체하게 된다. 기존의 B61-3/4/7/10 버전이 100 m의 CEP를 갖는데 비해, B61-12는 30 m의 CEP로 향상될 것이다. B61-12 스마트 수소폭탄의 폭발력은 최대 TNT 50 kt이지만, 벙커버스터 능력으로 지하를 관통해 들어가 폭발할 경우, 지상시설들에 대해, 750 kt에서 1.25 Mt의 수소폭탄이 지상에서 폭발한 효과를 낸다. 반면에 지상작전중인 아군에 대한 방사능 피해는 최대한 줄일 수 있다.
유럽도 이러한 스마트 전술핵무기 개발을 하고 있다.

## 같이 보기
- 전략 핵무기(SNW)
- 중거리 핵전력 조약(INF 조약)